# هيلاس والحوريات (لوحة)
هيلاس والحوريات (بالإنجليزية: Hylas and the Nymphs)‏ هي لوحة زيتية عام 1896 بريشة الرسام الإنجليزي جون ويليام ووترهاوس. تصور اللوحة لحظة من الأسطورة اليونانية والرومانية للشاب هيلاس، بناءً على روايات الشاعر الروماني القديم أوفيد، حيث يتم اختطاف هيلاس من قبل الحوريات أثناء بحثه عن مياه الشرب. اللوحة من مقتنيات معرض مانشستر للفنون، المملكة المتحدة.

## خلفية

### أسطورة
كان هيلاس ابن الملك ثيوداماس. بعد أن قتل هرقل والد هيلاس، أصبح هيلاس رفيقًا لهرقل وبعد ذلك عشيقته. أصبح كلاهما من بحارو الأرجو، يرافقان جاسون في سعيه على متن سفينته Argo في البحث عن الصوف الذهبي. خلال الرحلة، تم إرسال هيلاس للعثور على المياه العذبة. فوجد بركة سكانها حوريات، فأغون هيلاس إلى الماء واختفى.

### الوصف
يصور هيلاس ، وهو شاب يرتدي زيًا كلاسيكيًا، بحيث يرتدي سترة زرقاء ووشاحًا أحمر ويحمل جرة ماء عريضة العنق. إنه ينحني بجانب بركة في غابة من أوراق الشجر الخضراء، ويصل إلى سبع فتيات، حوريات الماء، اللائي يخرجن من البركة بين أوراق وأزهار النيلوفرية، بما في ذلك تصوير مبكر لزنبق الماء الأصفر، الحوريات عاريات، جلدهن مرمري يضيء في الماء الداكن المظلم ولكن الصافي، مع زهور صفراء وبيضاء في شعرهن البني. لديهن سمات مادية متشابهة جدًا، يتم إغراء هيلاس لدخول الماء الذي لن يعود منه. تمسك إحدى الحوريات معصمه ومرفقه، وثانية تمسك سترته، وثالثة تحمل بعض اللآلئ في راحة يدها. وجه هيلاس في الصورة مظلل وبالكاد مرئي، تم رسم هيلاس ليبدو أكثر إنسانية بلون بشرته الزيتوني الداكن. في الأسطورة يوصف هيلاس بأنه رجل وسيم بشكل لا يصدق، لكن كمراقب لايمكننا رؤية وجهه، لذا فإن جماله غير مرئي. حركة ذكية جداً من قبل ووترهاوس كونه يعلم أن هذه النقطة ليست ذات صلة هنا كي لايشيح بنظر المشاهد عن الخطر المحدق بهيلاس ، مفضلاً أن يغمر المشاهد حتى ينجذب إلى جمال الحوريات، تمامًا كما تم تنويم هيلاس أيضًا.  بينما رسم الحوريات بجلد متوهج، يعكس صدى مياه البحيرة الصافية، وجوه الحوريات مرئية بوضوح وهن يحدقن فيه. تم تصوير المشهد من مكان مرتفع قليلاً، بحيث ينظر المشاهد إلى أسفل إلى الماء مثل هيلاس ، لذلك لا توجد سماء مرئية. يفرض موقف هيلاس تركيز المشاهد على الحوريات في الماء، ويؤكد عدم وجود إشارة إلى علاقته مع هرقل أن سرد اللوحة لا يتعلق بتجارب هيلاس ، ولكن حول الطبيعة الشريرة للحوريات.
تم الحصول على لوحة «هيلاس والحوريات» من الفنان من قبل معرض مانشستر للفنون في عام 1896. تم عرضها في المعرض الصيفي للأكاديمية الملكية في عام 1897.